# Anne-Kathrin Kosch

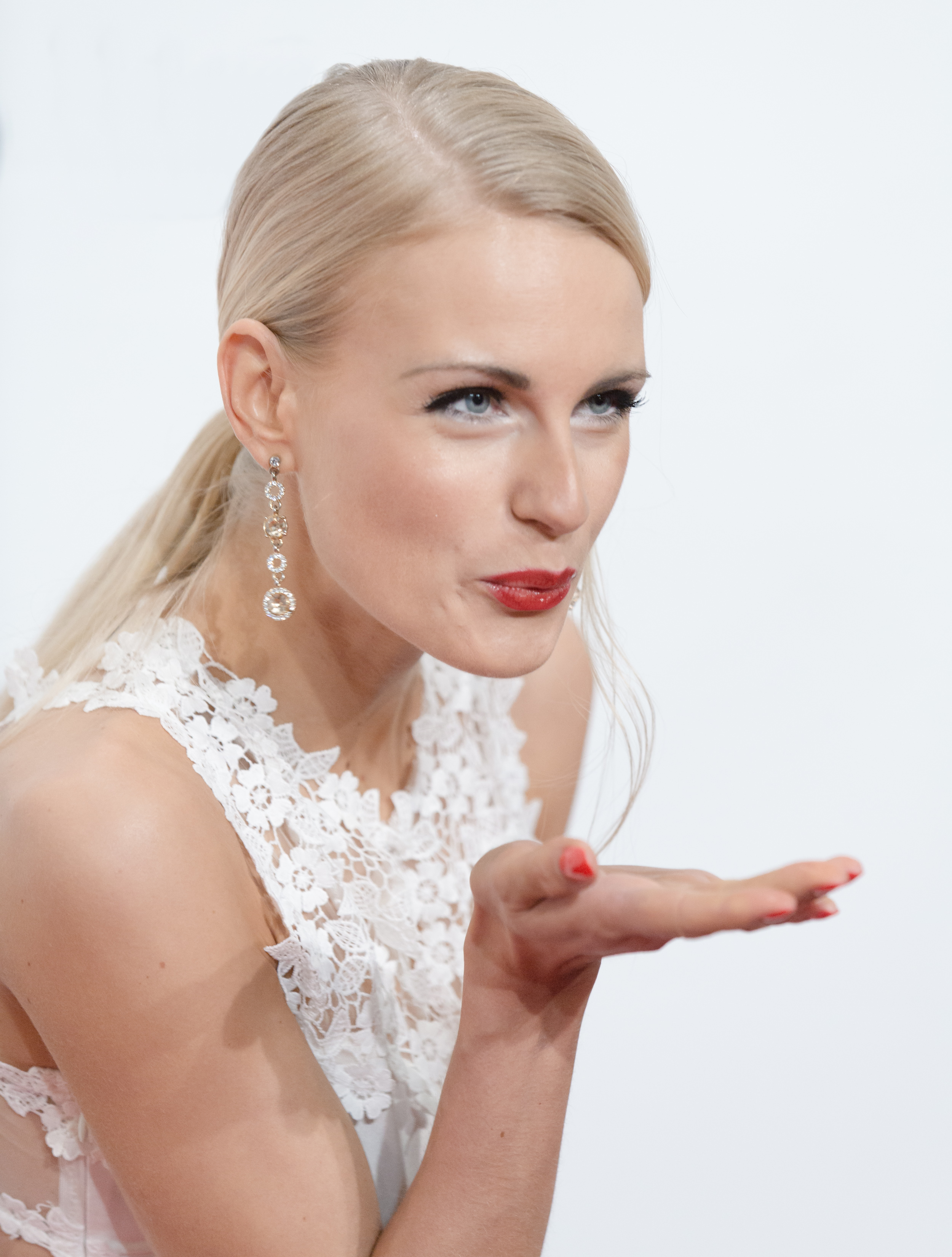
Anne-Kathrin Kosch (2016)

Anne-Kathrin Kosch (* 11. Januar 1988 in Jena) ist eine deutsche Schönheitskönigin und spätere Moderatorin. Sie wurde als Miss Thüringen unter 24 Bewerberinnen am 12. Februar 2011 im Europa-Park Rust zur Miss Germany gewählt.

## Leben
Anne-Kathrin Kosch wuchs in Eisenberg auf. Sie absolvierte eine Ausbildung zur pharmazeutisch-technischen Assistentin und arbeitete bis zum Zeitpunkt der Miss-Thüringen-Wahl in einer Apotheke. 2011 erhielt sie den Faustorden des Handwerker Carnevalsvereins Weimar. Seit dem Sendestart des Teleshopping-Senders pearl.tv der Bugginger Pearl GmbH am 1. März 2012 moderierte sie dort. Anfang Mai 2014 wurde bekannt, dass Kosch zum Börsensender Deutsches Anlegerfernsehen (DAF) wechselt. Sie ging im Oktober 2015 zum Schweizer Shopping-Sender Doppio.tv. 2016 kehrte sie zum Teleshopping-Sender pearl.tv zurück und moderierte dort bis Ende 2021.
Im Januar 2021 gab Anne-Kathrin Kosch bekannt, dass sie mit dem ehemaligen DSDS-Teilnehmer Joshua Tappe eine Beziehung hat.